# Brouzet-lès-Quissac
Brouzet-lès-Quissac ist eine Gemeinde im französischen Département Gard in der Region Okzitanien. Sie gehört zum Kanton Quissac und zum Arrondissement Le Vigan. Sie grenzt im Norden an Liouc, im Nordosten an Orthoux-Sérignac-Quilhan, im Osten an Sardan, im Südosten an Carnas, im Südwesten an Vacquières und im Westen an Corconne.

## Bevölkerungsentwicklung
| Jahr      | 1962 | 1968 | 1975 | 1982 | 1990 | 1999 | 2008 | 2017 |
| --------- | ---- | ---- | ---- | ---- | ---- | ---- | ---- | ---- |
| Einwohner | 110  | 89   | 93   | 129  | 155  | 200  | 233  | 291  |